# Deutsche Schule Medellín
Die Deutsche Schule Medellín (spanisch Colegio Alemán Medellín) ist die jüngste der vier deutschen Auslandsschulen in Kolumbien. Sie wurde erst 1968 gegründet und befindet sich in der Gemeinde (municipio) Itagüí südlich von Medellín.

## Geschichte
Die Deutsche Schule Medellín wurde auf Initiative von deutschen und kolumbianischen Familien im Jahr 1968 gegründet. 1972 erhielt die Schule ein 7,8 Hektar großes Gelände als Geschenk von Benedikta zur Nieden de Echavarría, gelegen in der Nähe des Parque Ditaires von Itagüi.
Innerhalb des folgenden Jahrzehnts wurde die Deutsche Schule vom kolumbianischen Bildungsministerium endgültig anerkannt, so dass nun auch das kolumbianische Abitur abgenommen werden durfte. Seit 2008 ist außerdem die Erlangung des International Baccalaureate möglich, das den teilnehmenden Schülerinnen und Schülern die Möglichkeit eröffnet, weltweit an Universitäten studieren zu können.
Im Jahr 2012 fand die erste Bund-Länder-Inspektion der Bundesrepublik Deutschland statt, in deren Rahmen die Deutsche Schule Medellín das Prädikat einer „Exzellenten Auslandsschule“ erhielt.